# Kazimierz Kucner
Kazimierz Kucner (ur. ?, zm. po 1969) – polski działacz państwowy i samorządowy, starosta powiatu kutnowskiego (1945–1947), wicewojewoda łódzki (1947–1950), przewodniczący Wojewódzkiej Rady Narodowej w Łodzi (do 1950).

## Życiorys
Syn Bolesława. W 1945 był radnym Powiatowej Rady Narodowej w Kutnie. Od 25 stycznia 1945 pełnił funkcję pierwszego powojennego starosty powiatu kutnowskiego (formalnie potwierdzony na stanowisku 22 lutego 1945). Zajmował je do września 1947. Później objął stanowisko wicewojewody łódzkiego, zajmował je od września 1947 do 1950 roku. Do 1950 pełnił funkcję przewodniczącego Prezydium Wojewódzkiej Rady Narodowej w Łodzi, później był jej wiceprzewodniczącym. W latach 1955–1969 zajmował stanowisko dyrektora biura ds. rad narodowych oraz biura organizacji i inspekcji przy Radzie Państwa. Autor publikacji, m.in. Gromadzkie rady narodowe przy pracy (1955) czy Poradnik komitetów blokowych (1954).

## Ordery i odznaczenia
- Krzyż Kawalerski Orderu Odrodzenia Polski (19 stycznia 1955)[8]
- Złoty Krzyż Zasługi (15 lutego 1946)[9]
- Medal 10-lecia Polski Ludowej (11 stycznia 1955)[10]
- Odznaka Honorowa Miasta Kalisza (1966)[11]
- Odznaka honorowa „Za zasługi w rozwoju województwa koszalińskiego” (1966)[12]